# Produs de activare
Un produs de activare (sau produs de radioactivare) este un radioizotop obținut prin iradierea unei ținte de iradiere cu un flux de radiații produs de către o surse de laborator, acceleratori de particule sau reactori nucleari (de cercetare sau comerciali). De asemenea, astfel de radioizitopi pot fi produși în urma exploziei armelor nucleare.  
Cel mai vechi și facil proces de activare este acela în care se utilizază surse de neutroni de laborator, proces care a condus la descoperirea radioactivității artificiale (induse) și a fisiunii nucleare. De asemenea, metoda a fost și este utilizată pentru identificarea de elemente transactinide noi.
Procesul de activare stă la baza metodei radioanalitice cunoscute sub numele de analiză prin activare. Dacă iradierea se face cu neutroni, atunci metoda este de analiză prin activare cu neutroni. 
Reactorul nuclear este el însuși o sursă de neutroni extrem de activă. Produși se activare se formează în interiorul acestua, fie prin activarea combustibilului nuclear (când se formează izotopi ai elementelor trasuraniene), fie prin activarea materialelor structurale, fie  a agentului de răcire. Practic, acesta este motivul pentru care problemele cele mai mari la dezasamblarea unui reactor nuclear sunt ridicate de către izotopul 60Co, format prin activarea cu neutroni a 59Co (izotop stabil prezent în urme in fierul utilizat ca material structural): 
{\displaystyle \mathrm {^{59}_{\ 27}Co\ +\ _{0}^{1}n\ \longrightarrow \ _{\ 27}^{60}Co} }
Acesta este unul dintre motivele pentru care în industria nucleară se utilizează o nouă clasă de puritate, respectiv materiale/compuși de puritate nucleară. Același fenomen stă la baza problemei producerii tritiului în reactorii nucleari de tip CANDU. Astfel, deuteriul prezent în agentul de răcire (apa grea) se activează sub neutroni, cu formarea tritiului:
{\displaystyle \mathrm {^{2}_{\ 1}H\ +\ _{0}^{1}n\ \longrightarrow \ _{\ 1}^{3}H} }
Pentru medici și responsabili cu radioprotecția, activarea sodiului din corpul uman la 24Na și a fosforului ca 32P, poate oferi o estimare rapidă cu privire la expunerea accidentală la neutroni.
Prin iradierea alimentelor nu se produc tranformări nucleare, procesul de activare neavănd loc.